# Haematopota delozi
Haematopota delozi är en tvåvingeart som beskrevs av Leclercq 1966. Haematopota delozi ingår i släktet Haematopota och familjen bromsar.
Artens utbredningsområde är Turkiet. Inga underarter finns listade i Catalogue of Life.